# هنري جونز (لاعب كرة قدم أمريكية)
هنري جونز (بالإنجليزية: Henry Jones)‏ هو لاعب كرة قدم أمريكية أمريكي، ولد في 29 ديسمبر 1967 في سانت لويس في الولايات المتحدة.

## وصلات خارجية
- هنري جونز على موقع مرجع كرة القدم المحترفة.كوم (الإنجليزية)